# 鲍里斯·帕斯图霍夫
鲍里斯·尼古拉耶维奇·帕斯图霍夫（俄语：Борис Николаевич Пастухов，1933年10月10日—2021年1月19日），男，莫斯科人，前苏联及俄罗斯联邦政治人物，外交官。第七至第十一届最高苏维埃联盟院代表。

## 生平
1933年10月10日生于莫斯科。1958年毕业于鮑曼莫斯科國立技術大學。1959年加入苏联共产党。同年担任苏联共青团莫斯科市鲍曼地区委员会第一书记。1962年升任共青团莫斯科市委第一书记。1964年进入苏联共青团中央委员会。1977年5月当选苏联共青团中央委员会第一书记。
1982年11月，安德罗波夫接替勃列日涅夫成为苏共中央总书记后，开始对中央机构人员进行调整。帕斯图霍夫接替斯图卡林担任苏联国家出版、印刷和书籍发行委员会主席。同时在12月6日的中央全会上被解除第一书记职务，原团中央书记处书记维克托·米申当选为新任书记。
1986年被调职至外交部，同年出任苏联驻丹麦大使，1989年至1992年担任苏联驻阿富汗大使。1992年开始担任俄罗斯联邦外交部副部长。1996年2月3日被叶利钦任命为第一副外长。1998年9月25日，被叶利钦任命为独联体事务部长。
此后至2009年担任俄罗斯联邦工商会副主席。2011年起任工商会国际贸易中心总经理高级顾问。

## 外交
1993年12月29日下午，帕斯图霍夫和王荩卿在莫斯科分别代表两国政府，签署了中国和俄罗斯互免外交、公务旅行签证协定和两国公民往来签证协定。该协定于1994年1月28日起生效。同时，1988年7月15日在莫斯科签订的《中华人民共和国政府和苏维埃社会主义共和国联盟政府关于双方公民相互往来的协定》失效。